# کاتاژینا گالیتسا
کاتاژینا گالیتسا (لهستانی: Katarzyna Galica؛ زادهٔ ۲۸ اوت ۱۹۷۵) بازیگر اهل لهستان است.
از فیلم‌ها یا مجموعه‌های تلویزیونی که وی در آن‌ها نقش داشته‌است، می‌توان به پیمان ورشو، خودِ زندگی، خانه کشیش، وینچی، در خوشی و سختی، عشق اول، پدر متیو، رنگ‌های خوشبختی، دوران افتخار، قانون حقیقی، دوستان، هتل ۵۲، پرستار کودک، در خیابان سپولنی و جهان به روایت خانواده کیپسکی اشاره نمود.